# Мичел (Индијана)
Мичел (енгл. Mitchell) град је у америчкој савезној држави Индијана.

## Демографија
По попису из 2010. године број становника је 4.350, што је 217 (-4,8%) становника мање него 2000. године.
| Група             | 2000.         | 2010.         |
| Белци             | 4.476 (98,0%) | 4.218 (97,0%) |
| Афроамериканци    | 13 (0,3%)     | 16 (0,4%)     |
| Азијати           | 4 (0,1%)      | 11 (0,3%)     |
| Хиспаноамериканци | 24 (0,5%)     | 60 (1,4%)     |
| Укупно            | 4.567         | 4.350         |